# بوبي دوجلاس
بوبي دوجلاس (بالإنجليزية: Bobby Douglass)‏ هو لاعب كرة قدم أمريكية أمريكي، ولد في 22 يونيو 1947 في مانهاتن في الولايات المتحدة.

## وصلات خارجية
- بوبي دوجلاس على موقع مرجع كرة القدم المحترفة.كوم (الإنجليزية)
- بوبي دوجلاس على موقع قاعة كنساس للمشاهير الرياضية (مؤرشف) (الإنجليزية)